# メルセデス・ベンツ・CLKクラス

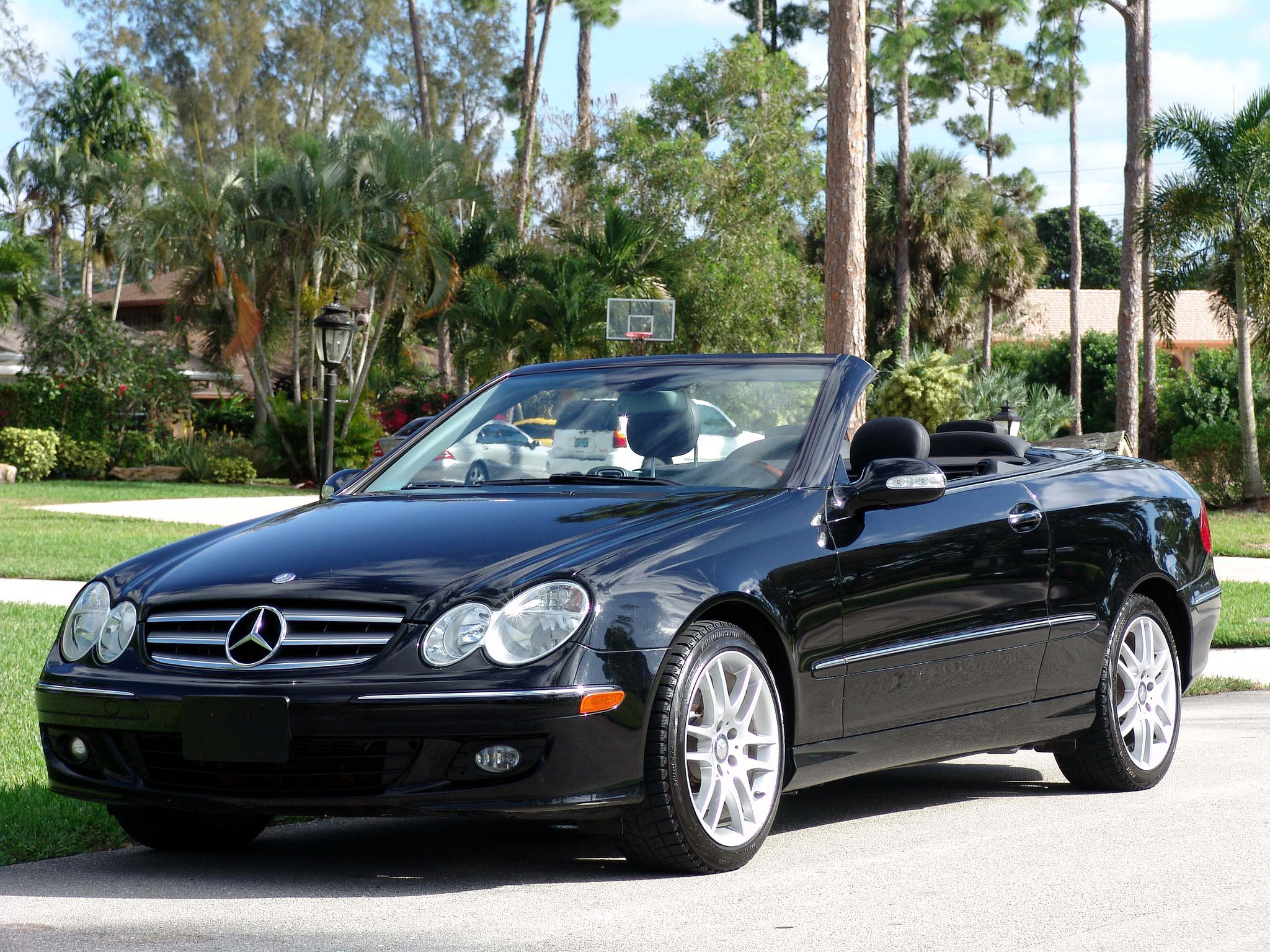
2代目CLKクラス・カブリオレ アメリカ仕様

メルセデス・ベンツ・CLKクラス（Mercedes-Benz CLK-Class ）は、ドイツの自動車メーカーであるメルセデス・ベンツ・グループが、メルセデス・ベンツブランドでかつて展開していた、4人乗りのクーペまたはカブリオレタイプの乗用車である。直接の後継車は、Eクラス・クーペと、63 AMGモデルのみCクラス・クーペであったが、2023年に再び統合され、CLEとして登場した。

## 概要
CLKクラスは、ミドルサイズ後輪駆動のクーペ及びカブリオレである。このモデルは、Cクラス（W202/W203）のプラットフォームをベースに作られているが、スタイリングやエンジン、価格設定はEクラス（W210/W211）と同様である。日本市場では、Eクラスに存在しない、小排気量グレードの CLK200/CLK200コンプレッサー が導入されたが、本国及びアメリカ市場のエンジン設定は、Eクラスと同様である。
クーペ、カブリオレともに4シーターで、カブリオレはソフトトップを採用している。
また、1997年、1998年、2003年、2006年シーズンのF1セーフティカーに採用されており、2000年から2004年にかけてメルセデス・ベンツがドイツツーリングカー選手権（DTM）に参戦する際のベース車両であった。
2002年には、HKSの手により全日本GT選手権・GT500クラスに参戦したこともあるが、車両の完成が遅れ、第2戦からの参戦となった上にトラブルが頻発し、最終戦でようやく初完走する（しかしトップからは4周遅れ）など、全く競争力のない状態に終わり、同年限りで撤退している。
2009年にデビューしたC207から、C124の時代のように、再度Eクラス・クーペに名称が戻された。ただし、Eクラス・クーペには設定のなかった63 AMGモデルのみ、Cクラス・クーペが後継となった。その後、2023年に再び統合されることとなり、CLEが登場した。

## 初代（1997年-2002年）C208/A208

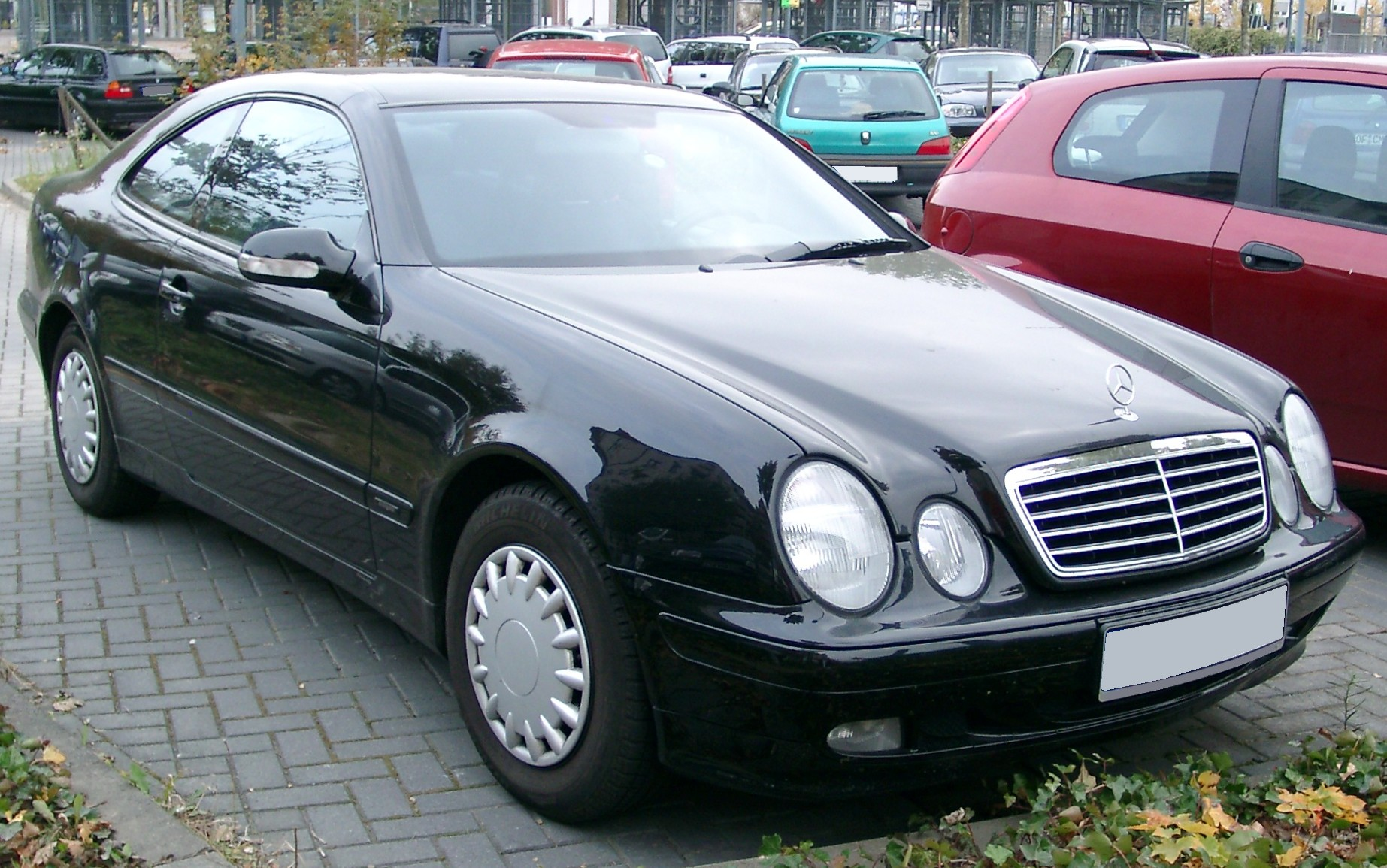
初代CLKクラスクーペ

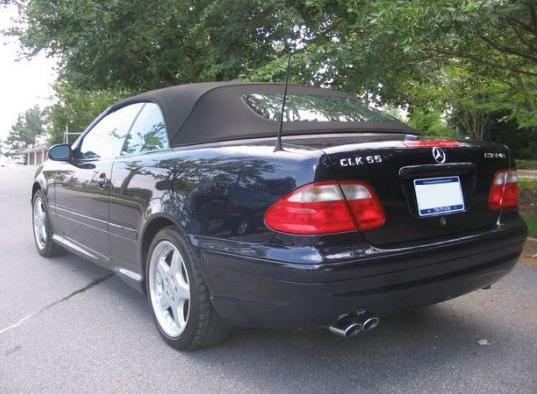
初代CLK55 AMG カブリオレ
（アメリカ仕様）

1997年、Cクラス（W202）をベースとした初代が登場。C208はクーペ、A208はカブリオレのコードネームである。

### 日本での販売
導入当初は、クーペの「CLK200」「CLK320」が発売された。価格は490-690万円。
1998年、「CLK320 AMG」（880万円）およびオープンタイプの「CLK320 カブリオレ」（750万円）を追加。
1999年、マイナーチェンジ。すべてのモデルが内装の充実したアバンギャルド仕様となった。
2000年、「CLK320 AMG」を廃止し、新たに5.4L V8エンジン搭載の「CLK55 AMG」を設定。同時に「CLK200 コンプレッサー アバンギャルド」を追加。
2001年、「CLK320 アバンギャルド」をベースにAMG製のエアロパーツ、アルミホイールを装着した「CLK320 スポーツライン」を追加。
「CLK200」は、右ハンドルのみの輸入で、「CLK320」（クーペおよびカブリオレとも）・AMGモデルは左ハンドルのみが輸入されている。
| グレード                                               | 製造期間                    | エンジン                          | 排気量 | 最高出力/最大トルク | 変速機 | 駆動方式 |
| ------------------------------------------------------ | --------------------------- | --------------------------------- | ------ | ------------------- | ------ | -------- |
| CLK55 AMG                                              | 2000年-2002年               | V型8気筒SOHC                      | 5.4L   | 360PS/52.0kg・m     | 5速AT  | FR       |
| CLK320 AMG                                             | 1997年-2000年               | V型6気筒SOHC                      | 3.2L   | 218PS/31.4kg・m     | 5速AT  | FR       |
| CLK320/CLK320 カブリオレ                               | 1997年-1999年               | V型6気筒SOHC                      | 3.2L   | 218PS/31.4kg・m     | 5速AT  | FR       |
| CLK320 アバンギャルド CLK320 カブリオレ アバンギャルド | 1999年-2002年               | V型6気筒SOHC                      | 3.2L   | 218PS/31.4kg・m     | 5速AT  | FR       |
| CLK320 スポーツライン                                  | 2001年-2002年               | V型6気筒SOHC                      | 3.2L   | 218PS/31.4kg・m     | 5速AT  | FR       |
| CLK200 CLK200 アバンギャルド                           | 1997年-1999年 1999年-2002年 | 直列4気筒DOHC                     | 2.0L   | 136PS/19.4kg・m     | 5速AT  | FR       |
| CLK200 コンプレッサー アバンギャルド                   | 2000年-2002年               | 直列4気筒DOHCスーパーチャージャー | 2.0L   | 163PS/23.4kg・m     | 5速AT  | FR       |

## 2代目（2002年-2008年）C209/A209
2002年、フルモデルチェンジされ、2代目に移行した。C209はクーペ、A209はカブリオレのコードネームである。
なお、CLKはこの代で終わり、2009年にEクラスクーペおよびカブリオレ、クーペの63 AMGのみメルセデス・ベンツ・Cクラスクーペにバトンタッチして、生産終了となった。

### 日本での販売
導入当初は、クーペのV6エンジンを搭載する「CLK240」「CLK320」が販売開始となった。
2003年、カブリオレもモデルチェンジされ、「CLK320 カブリオレ」が登場。同時に直4エンジンを搭載する「CLK200 コンプレッサー」（577万円）、AMGモデルの「CLK55 AMG」（1,180万円）を追加。
2005年、マイナーチェンジ。すべてのモデルが内装の充実しているアバンギャルド仕様になった。また、6気筒モデルは「CLK240」「CLK320」が消失し、新世代のV6エンジン（272）を積む「CLK350 アバンギャルド」に一本化された。価格は807万円。
同時に、カブリオレでも、「CLK320 カブリオレ」が廃止されて「CLK350 カブリオレ」となった。価格は870万円。また、AMGモデルの「CLK55 AMG カブリオレ」をクーペの登場から2年遅れで追加。なお、カブリオレはドイツ本国のエレガンス仕様に相当し、アバンギャルド仕様は用意されていない。
2006年9月、Eクラスのモデルチェンジと同時に「CLK55 AMG」「CLK55 AMG カブリオレ」に代わり「CLK63 AMG」（1,230万円）「CLK63 AMG カブリオレ」（1,300万円）がラインナップに加わった。
「CLK350 アバンギャルド」にはAMG製のエアロパーツ、アルミホイール、スポーツサスペンションやパドルシフトを装備する「AMGスポーツパッケージ」が用意され、「CLK200 コンプレッサー アバンギャルド」には専用デザインのアルミホイールやパドルシフトが装備される「スポーツパッケージ」が存在した。「CLK200コンプレッサー」は、右ハンドルのみ、「CLK350クーペ」は左右選択可能、「CLK350カブリオレ」「CLK63　AMG」は左ハンドルのみが輸入された。
| グレード                                                 | 製造期間                    | エンジン                                | 排気量 | 最高出力/最大トルク                                       | 変速機 | 駆動方式 |
| -------------------------------------------------------- | --------------------------- | --------------------------------------- | ------ | --------------------------------------------------------- | ------ | -------- |
| CLK55 AMG CLK55 AMG カブリオレ                           | 2003年-2006年 2005年-2006年 | 113M55型 V型8気筒SOHC                   | 5.4L   | 367PS/52.0kg・m                                           | 5速AT  | FR       |
| CLK320 CLK320カブリオレ                                  | 2002年-2005年 2003年-2005年 | 112型 V型6気筒SOHC                      | 3.2L   | 218PS/31.6kg・m                                           | 5速AT  | FR       |
| CLK240                                                   | 2003年-2005年               | 112M26型 V型6気筒DOHC                   | 2.6L   | 170PS/24.5kg・m                                           | 5速AT  | FR       |
| CLK63 AMG CLK63 AMG カブリオレ                           | 2006年-2009年               | 156型 V型8気筒DOHC                      | 6.2L   | 481PS/64.2kg・m                                           | 7速AT  | FR       |
| CLK350 アバンギャルド CLK350 カブリオレ                  | 2005年-2009年               | 272型 V型6気筒DOHC                      | 3.5L   | 272PS/35.7kg・m                                           | 7速AT  | FR       |
| CLK200 コンプレッサー CLK200コンプレッサーアバンギャルド | 2003年-2005年 2005年-2009年 | 271型 直列4気筒DOHCスーパーチャージャー | 1.8L   | 163PS/23.4kg・m 2007年5月以降、183PS/25.5kg・m に仕様変更 | 5速AT  | FR       |

### CLK DTM AMG
欧州では、ドイツツーリングカー選手権（DTM）参戦記念モデルの「CLK DTM AMG」「CLK DTM AMG カブリオレ」がともに100台限定で販売された。これはスーパーチャージャー付き 5.4L V8エンジンを搭載する。価格は、両者とも日本円で4,000万円以上。
| グレード                           | エンジン                         | 排気量 | 最高出力/最大トルク | 変速機 | 駆動方式 |
| ---------------------------------- | -------------------------------- | ------ | ------------------- | ------ | -------- |
| CLK DTM AMG CLK DTM AMG カブリオレ | V型8気筒SOHCスーパーチャージャー | 5.4L   | 582PS/81.6kg・m     | 5速AT  | FR       |